# София Шарлота Августа Баварска
София Шарлота Августа Баварска (на немски: Sophie Charlotte Auguste Herzogin in Bayern; * 23 февруари 1847, двореца Посенхофен, Пьокинг, Горна Бавария; † 4 май 1897, Париж) от рода Вителсбах, е херцогиня на Бавария и чрез женитба херцогиня на Аленсон и Орлеан.

## Живот
Тя е най-малката дъщеря (деветото дете) на баварския на херцог Максимилиан Йозеф Баварски (1808 – 1888) и съпругата му братовчедка Лудовика Баварска (1808 – 1892), най-малката дъщеря на баварския крал Максимилиан I Йозеф и на принцеса Каролина Баденска. Матилда е по-малка сестра на австрийската императрица Елизабет (Сиси) (1837 – 1898), омъжена през 1854 г. за австрийския император Франц Йосиф I. Другата ѝ сестра Мария-София (1841 – 1925) е кралица на Двете Сицилии, омъжена през 1859 г. за Франческо II, крал на Двете Сицилии.
София Шарлота има много кандидати за женитба понеже е снаха на австрийския кайзер Франц Йосиф I. Тя е много добра приятелка с трон-принца Лудвиг II Баварски, двамата обичат музиката на Рихард Вагнер и натурата. Понеже София има добър глас и свири добре на пиано, тя често трябва да пее на Лудвиг арии от оперите на Вагнер. Майка ѝ Лудовика забранява на дъщеря си да има контакт с Лудвиг, понеже е хомосексуален. Те се сгодяват на 22 януари 1867 г. Годежът се разваля през 1867 г.
София Шарлота се омъжва на 28 септември 1868 г. в Посенхофен за принц Фердинанд Филип Мария Орлеански, херцог Аленсонски (* 12 юли 1844; † 29 юни 1910), вторият син на херцог Луи Орлеански, херцог Немурски (1814 – 1896) и принцеса Виктория фон Саксония-Кобург-Заалфелд (1822 – 1857). Той е внук на последния френски крал Луи Филип I. От Френската революция (1848) на френската кралска фамилията е забранено да влиза във Франция и те живеят в Англия.
След мистериозната смърт на бившия ѝ годеник крал Лудвиг II Баварски през 1886 г. София Шарлота се разболява тежко и отива в Мюнхен да се лекува.
София Шарлота Августа Баварска умира на 50 години на 4 май 1897 г. при пожар на пазар в Париж. Погребана е в капелата, гробницата на Бурбоните, в Дрьо.
- Официалната годежна снимка на София и Лудвиг
- Фердинанд, херцог Аленсонски
- Херцогиня София Шарлота

## Деца
София Шарлота Баварска и Фердинанд Филип Мария Орлеански имат две деца:
- Луиза Виктория Мария Амелия София д'Орлеанс (* 9 юли 1869, Буши Парк; † 4 февруари 1952, Мюнхен), омъжена на 15 април 1891 г. в Нимфенбург за принц Алфонс Баварски (* 24 януари 1862; † 8 януари 1933), син на принц Адалберт Баварски (1828 – 1875); имат две деца
- Филипе Емануел Максимилиен Мари Еудес д'Орлеанс, 8. херцог на Вендом (* 18 януари 1872; † 1 февруари 1931), женен на 12 февруари 1896 г. в Брюксел за принцеса Хенриета Мари Шарлота Антоанета Белгийска (* 30 ноември 1870; † 28 март 194), внучка на белгийския крал Леополд I; имат четири деца

## Филм
- „Sisis berühmte Geschwister“, BR-Dokumentarfilm von Bernhard Graf, 2016